# Bandiagara (krets)
Bandiagara Cercle är en krets i Mali.   Den ligger i regionen Mopti, i den centrala delen av landet, 500 km öster om huvudstaden Bamako. Antalet invånare är 317 965. Arean är 10 520 kvadratkilometer.
Terrängen i Bandiagara Cercle är kuperad österut, men västerut är den platt.